# Thorleif Haug
Thorleif Haug (n. 28 septembrie 1894, Comuna Lier, Buskerud, Norvegia – d. 12 decembrie 1934, Comuna Drammen, Buskerud, Norvegia) a fost un săritor cu schiurile ce a reprezentat Norvegia, medaliat olimpic. A participat la o ediție a Jocurilor Olimpice (1924) în care a câștigat 3 medalii de aur.